# Mir (batiscafo)
"Mir" (en ruso: Мир) es una serie de batiscafos rusos para la exploración oceánica y trabajos de salvamento. Pueden sumergirse hasta una profundidad de 6 km.

## Historia
Fueron desarrollados por la Academia soviética de las Ciencias y la Oficina de Diseño "Lazurit", y construidos por la empresa "Rauma Repola" en Finlandia en 1987.
Entre 1987 y 1991 realizaron 35 expediciones en los océanos Atlántico, Pacífico e Índico.
Los "Mir" se utilizaron durante el rodaje de la película Titanic.
Entre otras misiones está la exploración de los submarinos hundidos K-278 Komsomolets y K-141 Kursk.
El 2 de agosto de 2007 "Mir-1" y "Mir-2" realizaron una inmersión en el océano Glacial Ártico, en el Polo Norte, e instalaron en el fondo una bandera rusa, así como una cápsula con mensaje para las generaciones venideras.
En julio de 2008 los "Mir" fueron trasladados al lago Baikal (el más profundo del planeta) en Rusia. Hasta entonces el fondo del lago estaba poco explorado. Durante el 2008 se realizaron 53 inmersiones, y en 2009 se realizaron otras 100 más. 